# Odi (mitologia)
Odi (en grec antic: Ὀδίος) va ser un aliat de Príam a la Guerra de Troia, cap dels halizons juntament amb el seu germà Epístrof.
Segons la Biblioteca d'Apol·lodor (III, 35) eren fills d'un home anomenat Mecisteu. Homer diu que «venien de molt lluny, d'Alibe, el lloc on neix la plata». Odi va morir a mans d'Agamèmnon. El va fer caure del carro quan es girava i li va clavar la llança a l'esquena, entre les espatlles, va caure a terra i les seves armes van ressonar sobre el seu cos.
També es deia Odi un herald que acompanyava als que van anar a parlar amb Aquil·les per demanar-li que tornés al combat.